# Oiva Paloheimo
Oiva Aukusti Paloheimo, född 2 september 1910 i Tammerfors, död 13 juni 1973 i Helsingfors, var en finländsk författare. 
Paloheimo odlade paradoxer, en illmarig humor och en okonventionell religiositet. Mänskliga relationer i en kall värld utgjorde ett centralt motiv i hans produktion, som omfattar bland annat utvecklingsromanen Levoton lapsuus (1942, svensk översättning Orolig barndom, 1945), novellsamlingen Tuonen virran tällä puolen (1948) och sagoboken Tirlittan (1953). Han tilldelades Kalevi Jäntti-priset 1943 och Pro Finlandia-medaljen 1959.